# چاینا لیک ایکرز (کالیفرنیا)
چاینا لیک ایکرز (به انگلیسی: China Lake Acres) یک منطقهٔ مسکونی در ایالات متحده آمریکا است که در شهرستان کرن، کالیفرنیا واقع شده‌است. چاینا لیک ایکرز ۱۳٫۴۹۶ کیلومتر مربع مساحت و ۱٬۸۷۶ نفر جمعیت دارد و ۷۴۱ متر بالاتر از سطح دریا واقع شده‌است.